# Anatoma schanderi
Anatoma schanderi is een slakkensoort uit de familie van de Anatomidae. De wetenschappelijke naam van de soort is voor het eerst geldig gepubliceerd in 2011 door Høisæter & Geiger.